# Saccharomyces uvarum
Saccharomyces uvarum  са вид дрожди – едноклетъчни гъби.